# Osmolita organico
Un osmolita organico è un soluto di piccole dimensioni usato dalle cellule di numerosi organismi e tessuti soggetti a stress idrico fondamentali per mantenere il volume cellulare. Tali molecole vengono in generale utilizzati negli organismi osmoconformi dove liquidi corporei e cellule possiedono pressione osmotica uguale a quella dell’ambiente esterno.

## Tipologie
Gli osmoliti possono essere suddivisi in:
1. Inorganici: ioni (tipicamente di sodio, potassio e cloro).
2. Organici: molecole organiche.

Tra quelli organici vi sono:
1. Carboidrati: zuccheri e polialcoli.
2. Amminoacidi liberi
3. Metilammine e metilsolfoni: ad esempio l'ossido di trimetilammina (TMAO) comune negli animali marini; importante tra i metilsolfoni è il dimetilsulfonopropinato (DMSP), principale osmolita in alghe ed alcuni bivalvi.
4. Urea

## Presenza di osmoliti nell'organismo
Gli osmoliti organici non sono però sempre presenti nell’organismo. Ciò è dovuto a tre ragioni:
1. Alcuni soluti hanno l’unico ruolo di protettori metabolici, agendo per esempio come antiossidanti (es. polioli, taurina, ipotaurina), favorendo il bilancio delle reazioni di ossidoriduzione (es. glicerolo) o agendo da detossificanti per lo zolfo (es. ipotaurina).
2. Altri stabilizzano le macromolecole e contrastano le perturbazioni cellulari in maniera non reversibile. Le metilammine per esempio sono in grado di accrescere il ripiegamento proteico, il legame del ligando e contrastare le perturbazioni causate dall’urea (es. nei reni degli elasmobranchi e dei mammiferi), da ioni inorganici e dalla pressione idrostatica negli animali che vivono nei fondali marini.
3. Sembrano entrare in gioco naturalmente solo nel caso in cui si presenti una perturbazione, cercando quindi di riportare l’ambiente intracellulare in condizioni ottimali. Ciò si pensa possa essere dovuto al fatto che un intervento non mirato e non richiesto provochi dei danni alla cellula stessa.

## Differenze tra osmoliti organici ed inorganici
Gli osmoliti organici sono di carica neutra, non perturbanti e quindi molecole compatibili con la fisiologia ed i meccanismi intracellulari. Gli osmoliti inorganici, di contro, quali ioni di sodio, potassio e cloro, interferiscono elettricamente interagendo e modificando struttura e funzioni di acidi nucleici e proteine. Inoltre gli organici sono in grado di contrastare i possibili danni derivanti dallo stress osmotico senza che le loro funzioni vengano compromesse.
Da un punto di vista funzionale osmoliti organici ed inorganici differiscono invece per:
1. Compatibilità: la maggior parte degli osmoliti organici non altera la struttura delle macromolecole anche ad alte concentrazioni (10-100 mM); per questo motivo vengono anche definiti "soluti compatibili" (eccezione fatta per l'urea). Quindi concentrazioni soluti compatibili possono essere aumentate o ridotte senza conseguenze negative per mantenere la pressione osmotica delle cellule degli organismi osmoconformi uguale a quella del liquido extracellulare. Di conseguenza il volume cellulare subirà piccole variazioni.
2. Neutralizzazione: alcuni osmoliti organici hanno capacità di stabilizzare macromolecole nei confronti di fattori che potrebbero alterarle, come temperatura e/o alti livelli di ioni sodio e cloro; per tale motivo vengono anche chiamati osmoliti neutralizzanti (caso del TMAO).

## Meccanismo di funzionamento
Vi sono diversi meccanismi di trasporto di elettroliti e osmoliti organici:
Uno di questi è RVD, che avviene attraverso la perdita di KCl mediante l’attivazione separata di canali ionici di cloro e potassio o mediante l’attivazione del cotrasportatore K/Cl (sistema simporto). Questi canali anionici si lasciano permeare da cloro, HCO3- ed osmoliti organici. Al contrario l'RVI avviene attraverso l’assorbimento di KCl e NaCl; l’attivazione di questi meccanismi di trasporto è molto rapida e avviene in pochi secondi.
Altro meccanismo che può essere utilizzato dalla cellula è l'antiporto H+/HCO3-: i protoni vengono eliminati in antiporto con il sodio, mentre l’HCO3-è scambiato con i cloruri quindi entrambi questi due scambi sono neutri.
Ulteriore processo è quello che sfrutta gli osmoliti organici che sono neutri ed è lento e richiede ore dopo l’attivazione iniziale. Questa lentezza si ha perché serve la trascrizione genica o enzimi per produrre gli osmoliti. La perdita di osmoliti organici come sorbitolo o betaina è dovuto al rigonfiamento cellulare in due passaggi:
1. Induce un incremento rapido nell’afflusso passivo di osmoliti
2. Induce una riduzione della sintesi e dell'attività dei meccanismi di assorbimento

Alcuni osmoliti organici sono presenti nella midollare dei reni dei mammiferi e servono a recuperare acqua a livello dell’Ansa di Henle. In risposta ad uno shock ipertonico è attivato un fattore di trascrizione (TonEBP) che trasloca dal citoplasma al nucleo. Questa traslocazione ed il conseguente legame del TonEBP, possono essere mediati dall’aumento della forza ionica intracellulare. Esso si lega al DNA promuovendo la sintesi dei trasportatori che fanno entrare nella cellula gli osmoliti.